# Apodemus
Apodemus là một chi động vật có vú trong họ Muridae, bộ Gặm nhấm. Chi này được Kaup miêu tả năm 1829. Loài điển hình của chi này là Mus agrarius Pallas, 1771.

## Hình ảnh

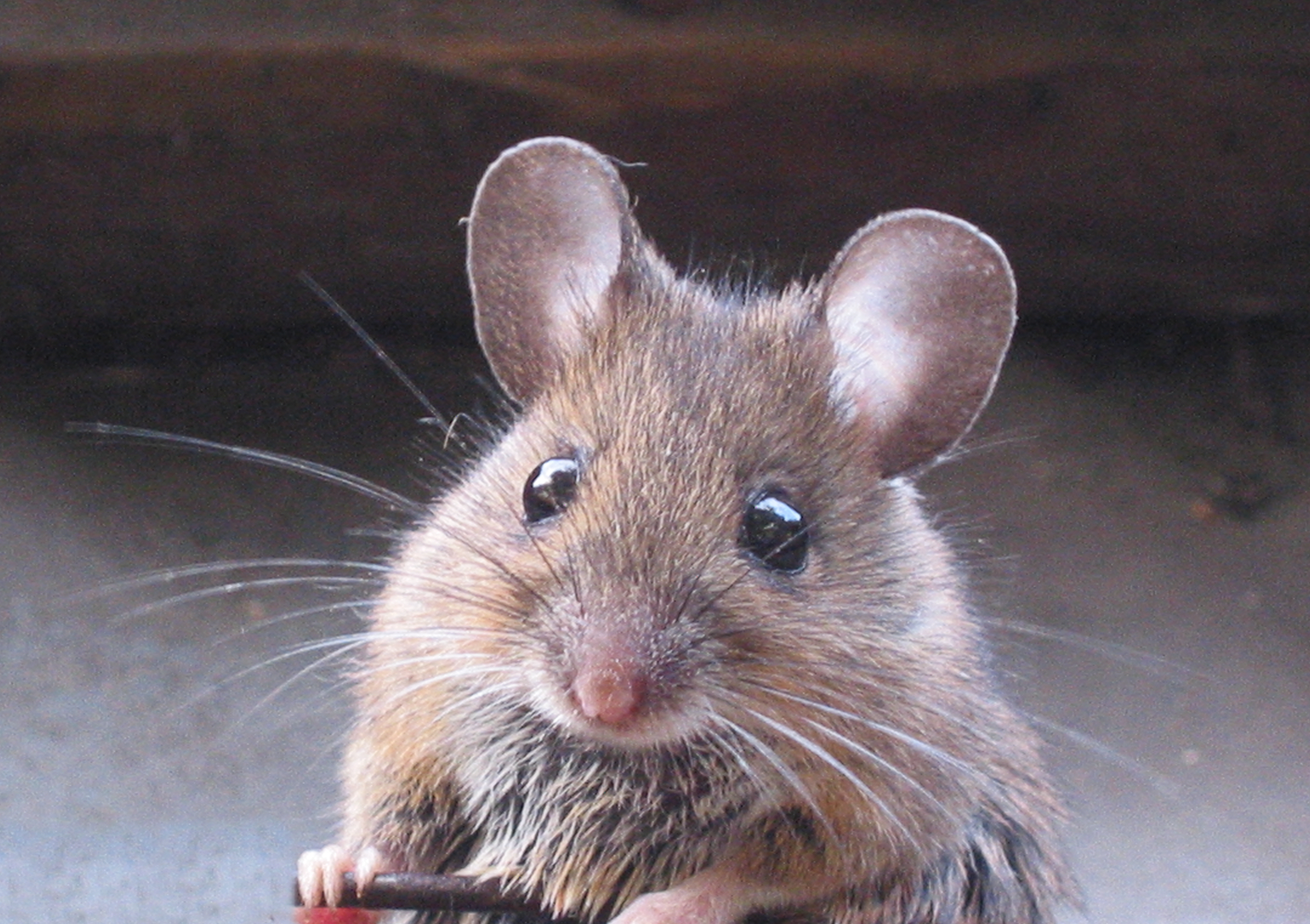
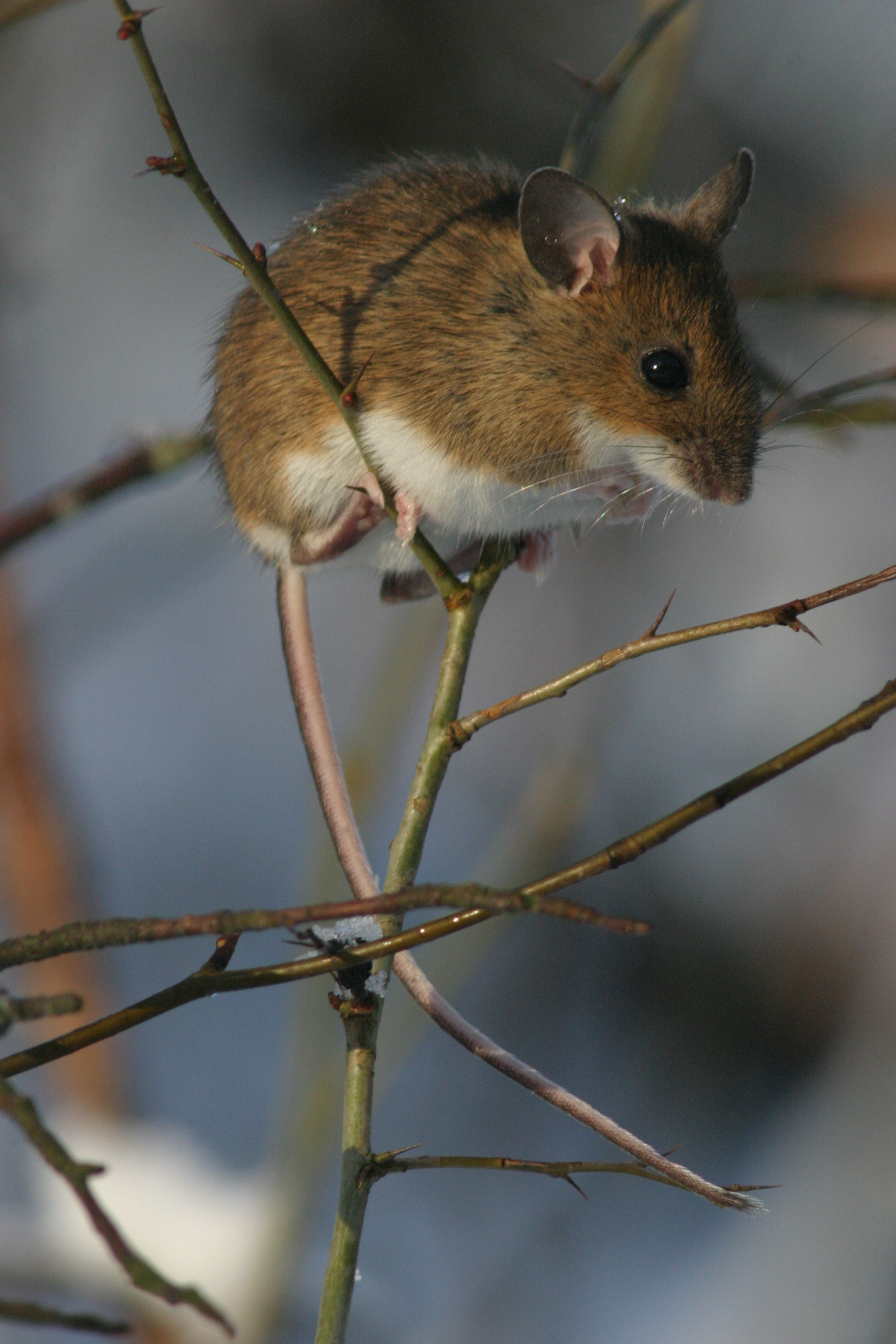
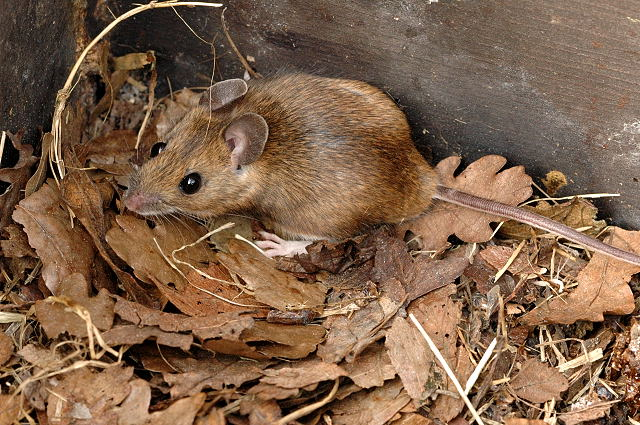
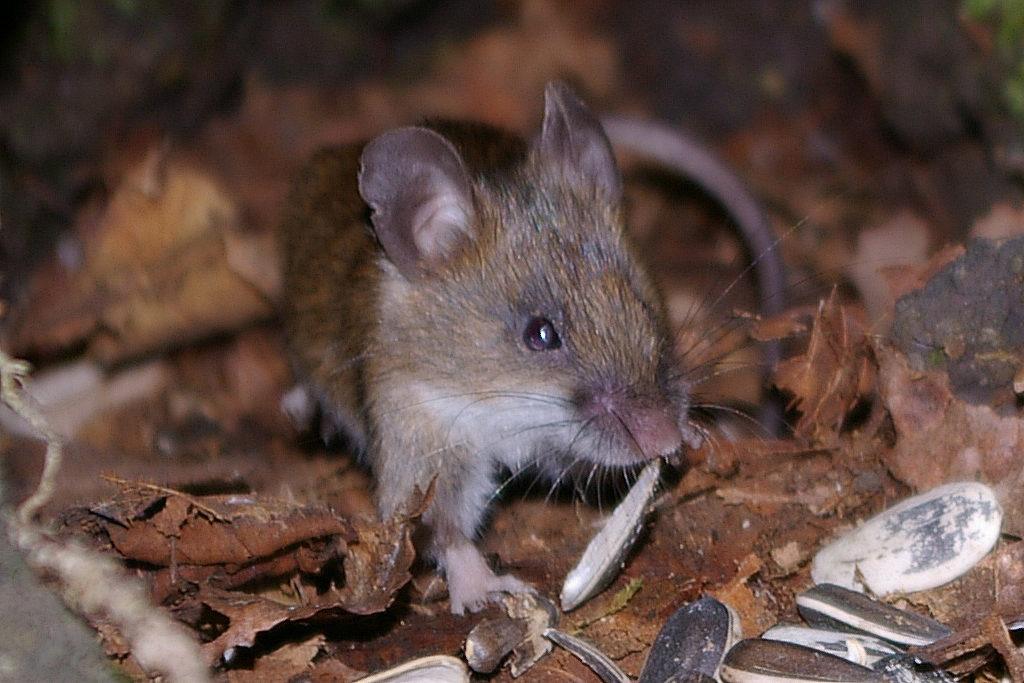
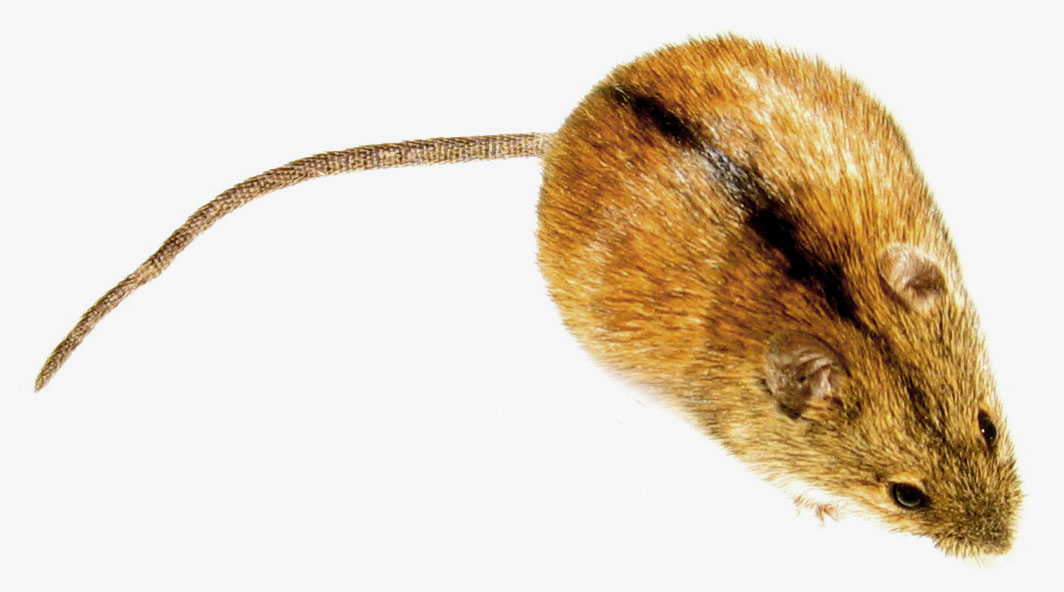

## Các loài
Chi này gồm các loài:
- Apodemus alpicola
- Apodemus argenteus
- Apodemus chevrieri
- Apodemus draco
- Apodemus epimelas
- Apodemus flavicollis
- Apodemus gurkha
- Apodemus hyrcanicus
- Apodemus latronum
- Apodemus mystacinus
- Apodemus pallipes
- Apodemus peninsulae
- Apodemus ponticus
- Apodemus rusiges
- Apodemus semotus
- Apodemus speciosus
- Apodemus sylvaticus
- Apodemus uralensis
- Apodemus witherbyi